# Палеокастро (Стефанина)
Палеокастро или Палиокастро (на гръцки: Παλιόκαστρο Στεφανινών) е археологически обект край лъгадинското село Стефанина (Стибан), Гърция.

## Местоположение
Крепостта е на обрасъл с растителност хълм в Орсовата планина, североизточно от Стефанина с широко зрително поле към платото между Богданската планина на север и Бешичката на юг. Крепостта има визуална комуникация със съседните села и крепости, като Мавровската крепост, село Сухо Сохос, Кула в Стефанина, Масларската кула и дори източната част на Бешичкото езеро към Рендинската крепост.
От платото има стар път, който започва от Суловския проход, минава покрай село Стефанина и завършваше във Виа Егнация при Рендина. Имаше и второстепенни пътища, водещи от Стефанина до Враста и до крайбрежната зона на Струмския залив през гората на Орсовата планина.

## История
Първото споменаване в историческите източници за Стефанина е в документ от 1083 година, в който доместика на Запада Григорий Бакуриани дарява на основания от него манастир „Света Богородица Петричка“ село Прилонгион (Πριλόγγιον), което вероятно се е намирало около днешна Аспровалта, „в архонтството, наречено Стефаниана“ (κατά την Αρχοντείαν την λεγόμενη Στεφανιανά).
Терминът„архонтство“ (Αρχοντεία) означава военен и административен център на регион. Това архонтство може да е съществувало от първата половина на IX век, ако не и от края на VIII век. Архонтството Стефаниана еволюира през втората половина на XIII век в катепанат Стефаниана, а на юг от него се появява катепанатът Рендина.
В 1258 - 1259 година се споменава „Местността Стефаниана“ (τοποθεσία Στεφανιανών), където терминът местност обозначава катепанат. В 1300, 1318 и 1321 година се споменава като „катепанат Стефаниана“ (Καπετανίκιο Στεφανιανών). Катепанатът изглежда е оцелял поне до 1346 година. В хрисовул от 1346 година на сръбския владетел Стефан Душан за манастира Есфигмен, Стефаниана се споменава без термина катепанат и имаме първото и единствено историческо споменаване на „Стефанианската крепост“ (Κάστρον των Στεφανιανών), чийто кефалия е сръбинът Григорий Прелюб, военачалник на Душан и баща на Тома Прелюбович, по-късно деспот на Янина. Това е периода, в който Сърбия се възползва от Гражданската война във Византия (1341 – 1347) и окупира Македония. Преди това в 1344 година Григорий Прелюб командва сръбска армия, която е победена в битката при Стефаниана от емира на Айдън Омур, съюзник на Йоан VI Кантакузин.
Що се отнася до териториалните граници на катепаната Стефаниана, се смята, че те са се простирали от Орсовата планина (Кердилия) с част от крайбрежната част на Струмския залив до по-широката зона на Богданската планина (Вертискос) и някои части от Лъгадинското и Бешичкото езеро. От църковна гледна точка катепанатът част от Ежовската епископия. В 1307 година той е присъединен към Ежевската епископия, чийто епископ Калистос се подписва като „смирен епископ на Ежево и Стефаниана“. Той продължава да му принадлежи в 1358 година, според писмо, подписано от Матей като „епископ на Ежово и Стефаниана“. Споменава се още веднъж, по същия начин в 1378 година.
Положителното при идентифицирането на Палеокастро е, че името Стефаниана се е запазило до днес под гръцката форма Стефанина и турската Стибан. Въпреки това, има известна несигурност по отношение на тази идентификация, тъй като в западната част на селото е крепостта, наречена Кула (Πύργος), от която са запазени малко руини.
Според изследванията на археолога Евангелос Папатанасиос, Палиокастро е основана в първата половина на VIII век като кастел (castellum). От друга страна, зидарията на Кулата, я поставя някъде между VIII и X век с по-късни ремонти през X и XI век. По-ранни разкопки на Папазотос в Кулата изваждат наяве богата керамика от XIII - XV век и монета от периода на Юстиниан I, единствена индикация за раннохристиянска фаза.
Следователно имаме две крепости в една и съща област, които са повече или по-малко идентични във времето. Палеокастро може да е предшествана от Кулата, която може да е крепостта, спомената като „Стефанианската крепост“ (Κάστρον των Στεφανιανών) в 1346 година. Според тази хипотеза Палеокастро е първото седалище на катепаната Стефаниана, което вероятно по-късно, през следващите векове, е преместено в рамките на сегашното село Стефанина.
Палеокастро защитава пътна артерия от надместно стратегическо значение и не е изключено, освен отбранителната си роля, да е имала и митнически характер за контрол на търговията и наблюдение на движението на населението и стадата.

## Описание
Палиокастро се простира на площ от приблизително 6,5 декара. Планът ѝ има многоъгълна форма. На изток от хълма тече река Неромана, ляв приток на Нерища.
Склоновете на хълма са доста стръмни и това му осигурява естествена защита. Най-уязвимата му страна е северната.
Хълмът е ограден със стена, която следва пресечения терен с обща дължина 300-350 m. Зидът е от необработени камъни с различни размери с бял свързващ хоросан. Сред тях рядко се наблюдават и фрагменти от керамика. Ъглите на стената са заоблени. Стената е по-добре запазена от западната страна, докато от източната страна е запазена на ниска височина. Най-добре запазената част от стената е в северозападния ъгъл на височина 4,5 m и дебелина 1,80 m. В средата на западната част стената е с височина около 3 m със запазен отвор за оттичане на дъждовна вода. В югозападния ъгъл е запазена част от стената с височина 2 m и дебелина 1,80 m. Тук е и най-ниската надморска височина на замъка (750 m). От източната страна стената е запазен малък участък, който не надвишава 1 m височина.
При теренното проучване не са открити следи от кули по стената, но вероятно е имало поне в най-високата точка в североизточния ъгъл. При по-ранни изследвания вътре в крепостта са идентифицирани останки от малки правоъгълни къщи, което означава, че вътре е имало селище, към което навежда и сравнително голямата площ. Наблюдават се и разпръснати фрагменти от керамика или плочи.